# Amministrazione militare britannica della Malesia
L'Amministrazione militare britannica della Malesia (in inglese British Military Administration of Malaya) fu un'autorità governativa istituita dalle forze armate britanniche nella Penisola malese per rimettere ordine nella regione dopo gli eventi dell'occupazione giapponese della Malesia britannica nella seconda guerra mondiale.
Il regime di amministrazione militare ebbe fine il 1º aprile del 1946, con la fondazione dell'Unione malese e della Colonia di Singapore.